# Mandubis
Els mandubis  (llatí: Mandubii, grec Μανδούβιοι) van ser un poble gal.
Juli Cèsar, l'any 52 aC, quan anava pel territori dels lingons en direcció al país dels sèquans, va ser atacat per les forces de Vercingetorix, però els romans van rebutjar els gals, que es van refugiar a Alèsia, la ciutat dels mandubis. Alèsia (moderna Alise o Alise Sainte Reine, al departament de Costa d'Or) era la principal ciutat dels mandubis. Quan van arribar els gals amb Vercingetòrix, van expulsar els mandubis de la ciutat amb les seves dones i fills. Els confederats gals s'hi van establir, pensant que tindrien menys persones per alimentar, i van poder entrar animals i menjar a la ciutat abans de què quedés bloquejada. Els romans no van voler acollir als mandubis ni donar-los menjar i es van morir de gana o malaltia entre el seu poble i el campament romà, segons explica el mateix Cèsar. També en parla Cassi Dió.
La batalla d'Alèsia, amb una gran victòria de Cèsar, va ser la fi de la revolta dels gals, l'últim gran esforç d'aquest poble per no sotmetre's a Roma. Alèsia després va ser una ciutat (civitas) durant el domini romà.